# Jamestownmassakern

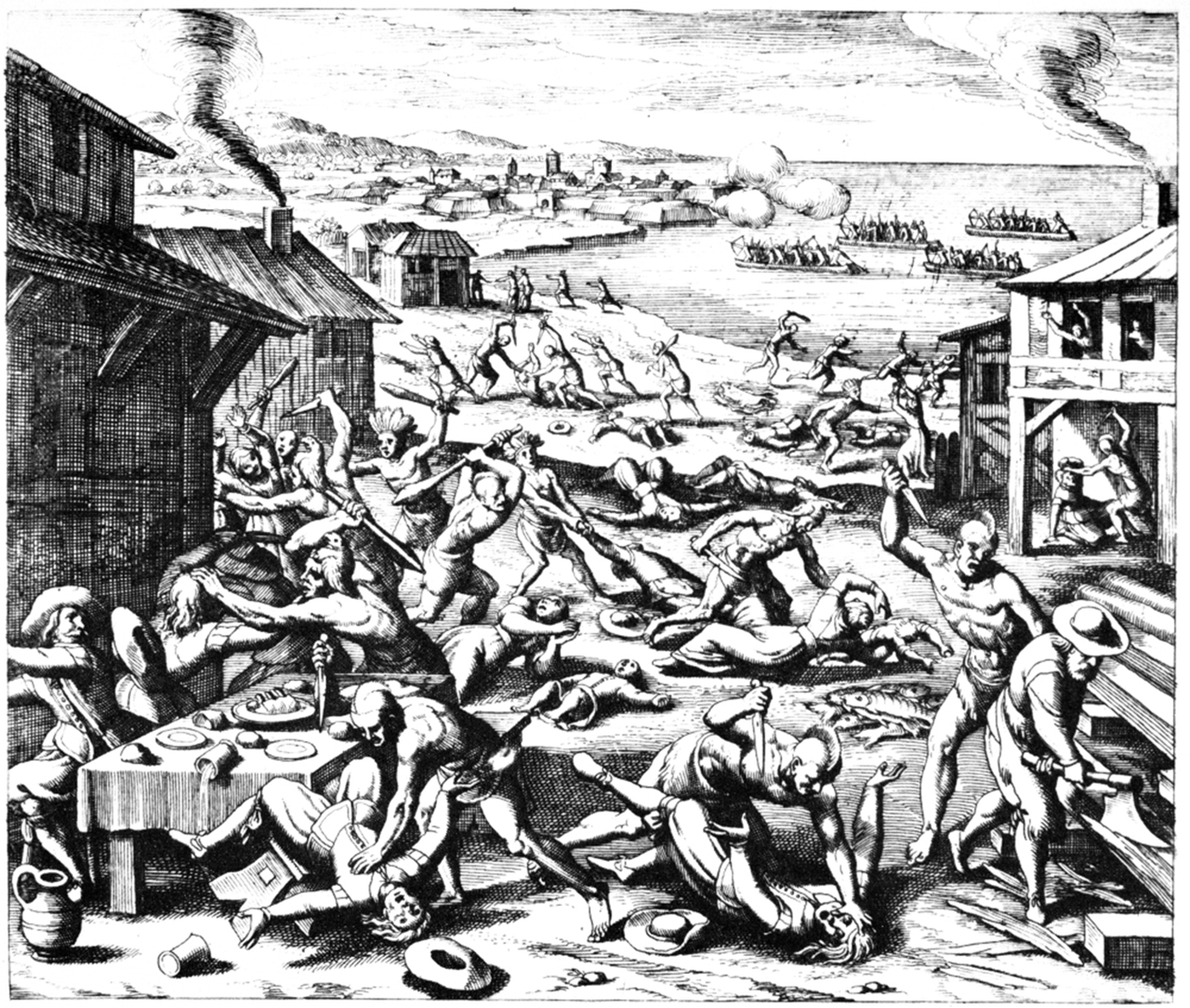
Träsnitt från 1628 som föreställer massakern i Jamestown.

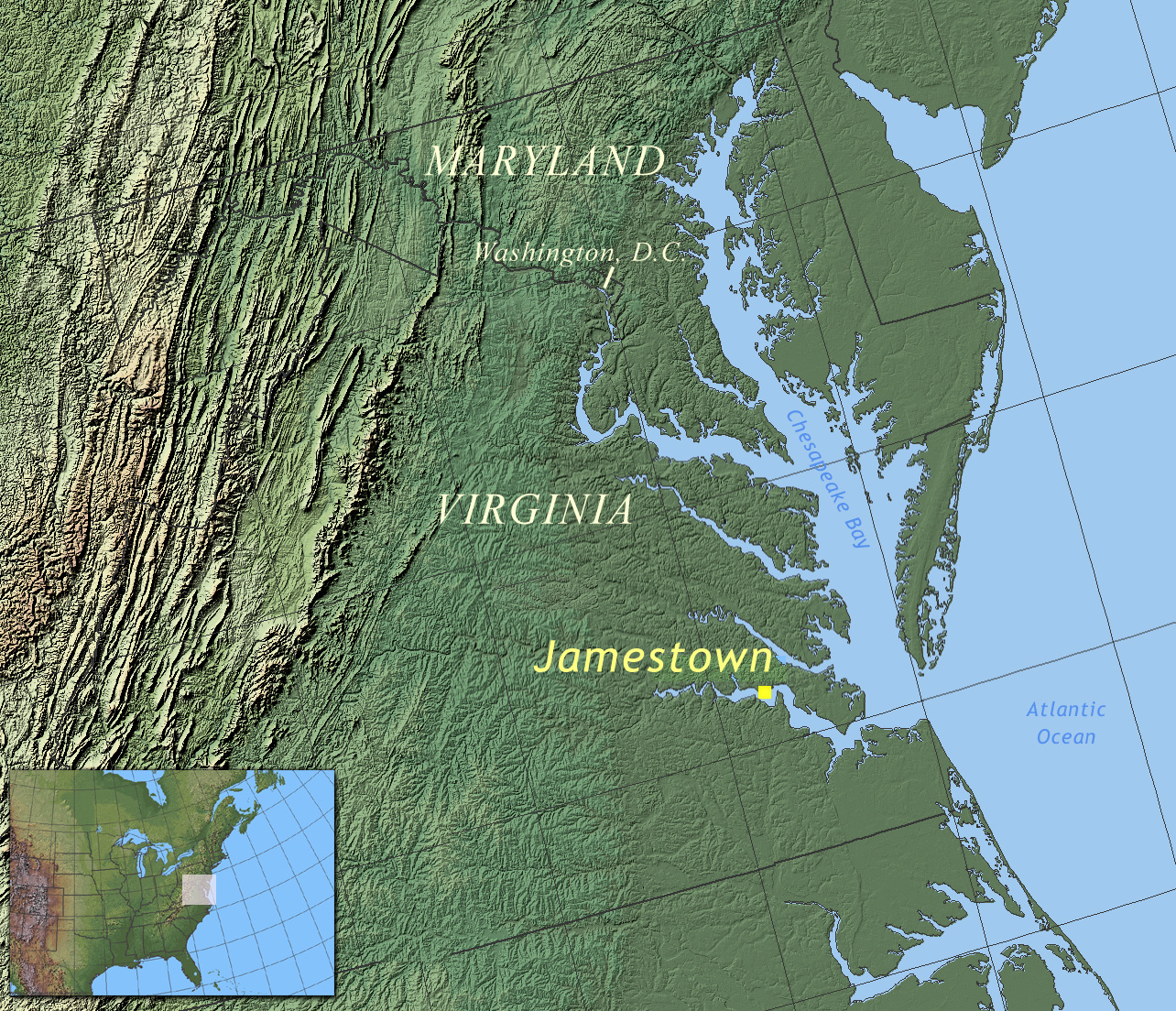
Lägeskarta.

Jamestownmassakern ägde rum vid Jamestown i den så kallade Virginiakolonin på långfredagen, den 22 mars 1622. Omkring 347 personer mördades av den indianska stamkonfederationen Powhatan, anförd av ledaren Opchanacanough.
År 1607 var Jamestown den första framgångsrika engelska bosättningen i Nordamerika. Staden var också huvudstad i kolonin Virginia. Dess tobaksberoende ekonomi ledde till en ständig expansion och beslag på land från stamkonfederationen Powhatan, vilket i slutändan gav upphov till en våldsam reaktion. Själva Jamestown räddades tack vare en varning i sista minuten, men många mindre bosättningar hade byggts upp längs båda sidorna av James River, både uppströms och nedströms från staden. Angriparna dödade män, kvinnor och barn och brände hus och grödor.

## Bakgrund
Till en början var infödingarna glada att sälja sina varor till kolonisterna i utbyte mot metallverktyg, men runt 1609 hade den engelska guvernören John Smith, börjat att beordra tillslag vid fester för att kräva mat. Detta gav kolonisterna ett dåligt rykte bland indianerna och låg till grund för en kommande konflikt. De isolerade infödingarna, brände ner deras hus och stal deras mat. Engelsmännens våld höll de infödda allierade under en tid och de belägrade Jamestown med fort i flera månader. Eftersom den inte hade tillräckligt med mat, dog många kolonister under en svält 1609-10.
London Companys främsta angelägenhet var koloniens överlevnad. I Englands intresse skulle kolonisterna behålla den goda relationen med Powhatan. Powhatan och engelsmännen insåg att de kunde dra nytta av varandra genom handel, när fred väl kunde återställas. I utbyte mot mat bad hövdingen kolonisterna att förse honom med metallyxor och koppar.
Till skillnad från John Smith så baserade andra tidiga ledare i Virginia som Thomas Dale och Thomas Gates sina handlingar på andra idéer, eftersom de varit militär, och såg Powhatan som i huvudsak ett "militärt problem".
Powhatan hade snart insett att engelsmännen inte bosatte sig i Jamestown för att handla med dem, utan ville ha mer; de ville ha kontroll över landet.